# Bovenwiel

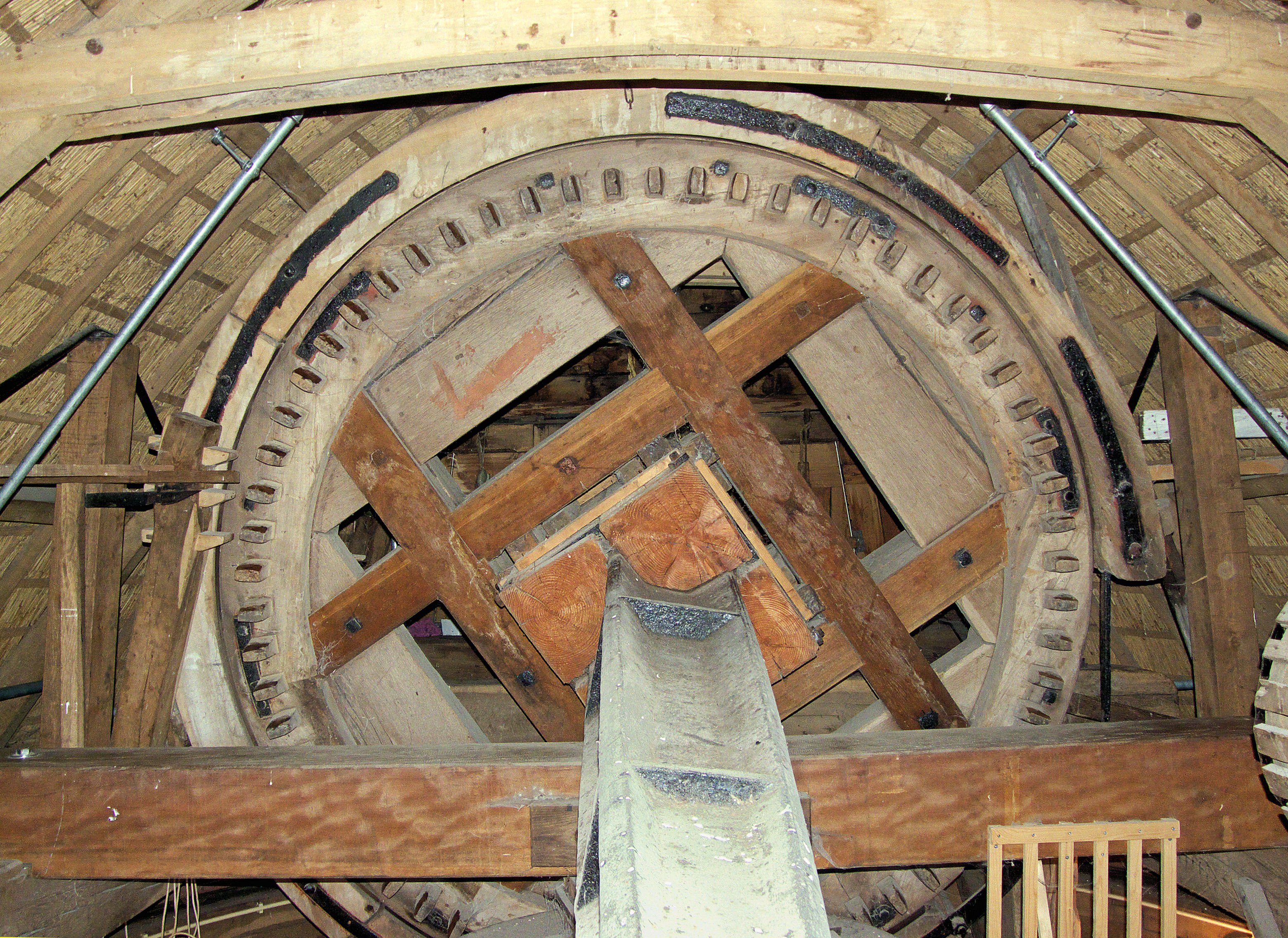
Bovenwiel van de molen De Hoop in Garderen. Kruisarmen versterkt met merbau

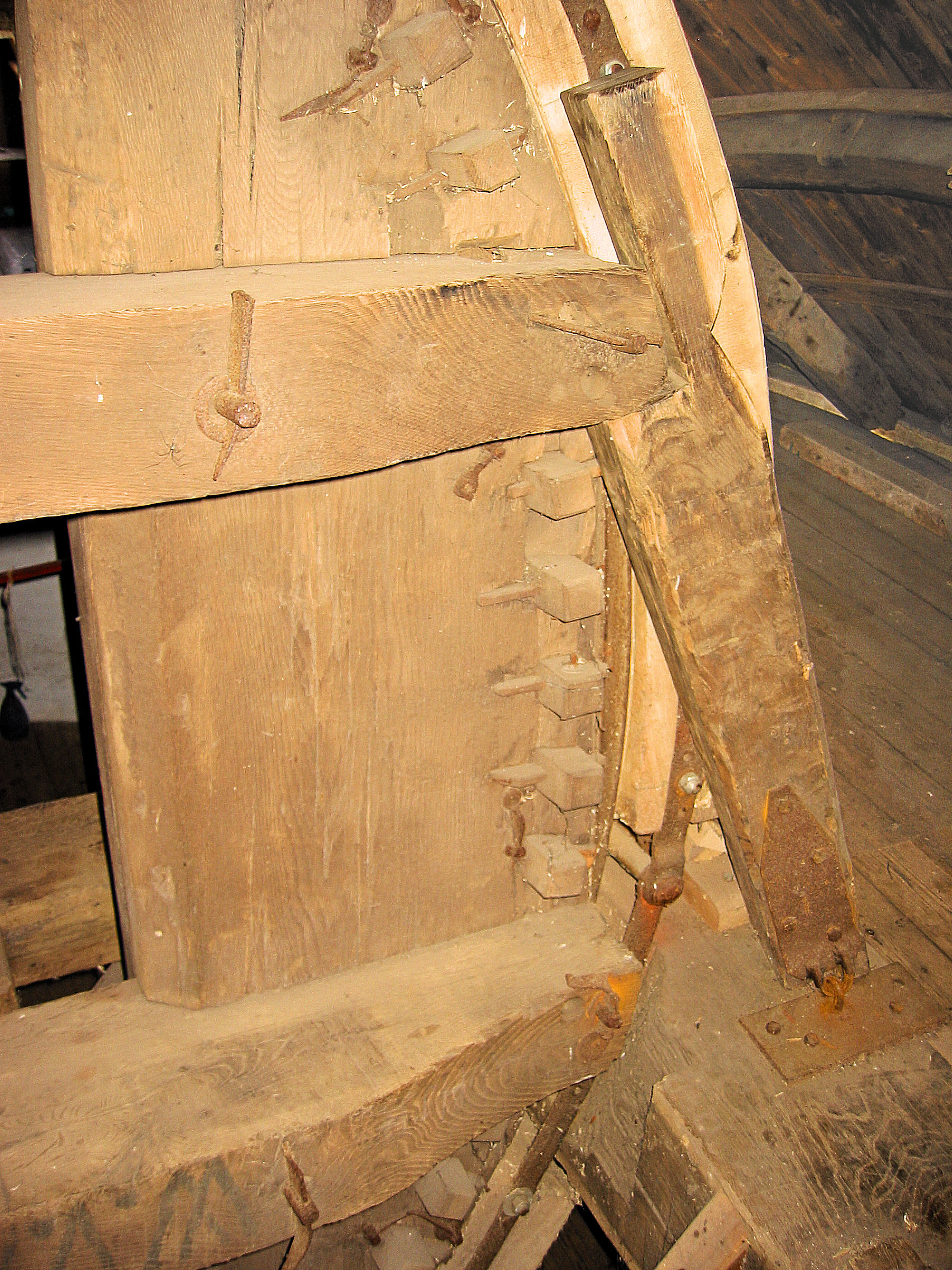
Bovenwiel met stut van de molen De Zwaan. Bovenwiel zonder achtervelg.

Het bovenwiel of aswiel, soms ook vangwiel genoemd, zit op de bovenas van een windmolen en drijft de koningsspil of bij een standerdmolen direct de steenspillen aan. In een standerdmolen drijft het bovenwiel tevens het luiwerk aan middels een varkenswiel. Het bovenwiel zit bij een gietijzeren as met het spiegelgat op de as geklemd met behulp van vier in ijzeren stroppen zittende, houten blokken (de vulstukken) met daartussen zware wiggen. Bij een houten as kunnen de kruisarmen ook door de as gestoken zijn.
Het bovenwiel is groot uitgevoerd om voldoende groot oppervlak te verkrijgen voor het afremmen van het gevlucht met de vang. Daarnaast is het bovenwiel 30 - 35 cm dik.
In het bovenwiel zijn de kammen vastgezet. Het profiel van de kammen in een niet-conisch bovenwiel hebben een evolvente vertanding met een bepaalde steek. Hierdoor rollen de tandwielen ten opzichte van elkaar (rollen zonder glijden) langs de steekcirkels. De steekcirkel van het bovenwiel moet dezelfde zijn als die van de bonkelaar of bovenschijfloop.

## Constructie
Het bovenwiel is opgebouwd uit vier kruisarmen of twee kruis- en twee spouwarmen van in de regel eikenhout met daartegen, daardoor of daartussen de eikenhouten plooistukken, die voor de ronde vorm van het wiel zorgen. De plooistukken zitten met zwaluwstaarten op de kruisarmen. Tegen de voor- en achterkant van de plooistukken komen platen van iepenhout, de voor- en achtervelg. De achtervelg is echter niet altijd aanwezig. Iepenhout is taai en niet splijtgevoelig en daarom zeer geschikt om er de azijnhouten of acaciahouten kammen (tanden) door te steken, die in de kammen van de bovenbonkelaar of in de staven van het bovenrondsel grijpen. De staart van de kam wordt geborgd met een houten kamnagel of een ijzeren borgspijker en deze wordt weer geborgd met een spijkertje. De kammen op de plaats van de kruisarmen, de armkammen, steken niet helemaal door het wiel heen en worden met een houten borgpen, die schuin door de voorvelg gaat, geborgd. Door de kruisarm is aan de achterkant een gat geboord voor het uit de velg kunnen slaan van de betreffende kam. Bij een standerdmolen zitten zowel aan de voorkant van het bovenwiel als aan de achterkant kammen voor het aandrijven van de twee maalkoppels. Ook zijn er standerdmolens met twee bovenwielen die elk een maalkoppel aandrijven. Om het bovenwiel heen zit ter voorkoming van slijtage bij het remmen met de vang meestal een houten of ijzeren band, de hoep of voering of ook wel belegstukjes. Bij het bovenwiel van De Nieuwe Molen komen belegstukjes voor met daar omheen een ijzeren hoep.
Bij een loszittende kam moet om de staart van de kam een strook zeildoek gelegd worden. Soms is dit te veel en moet het zeildoek alleen aan de werkzijde van de kamstaart aangebracht worden. (De werkzijde is de zijde die tegen een kam of een staaf van een ander wiel drukt.)

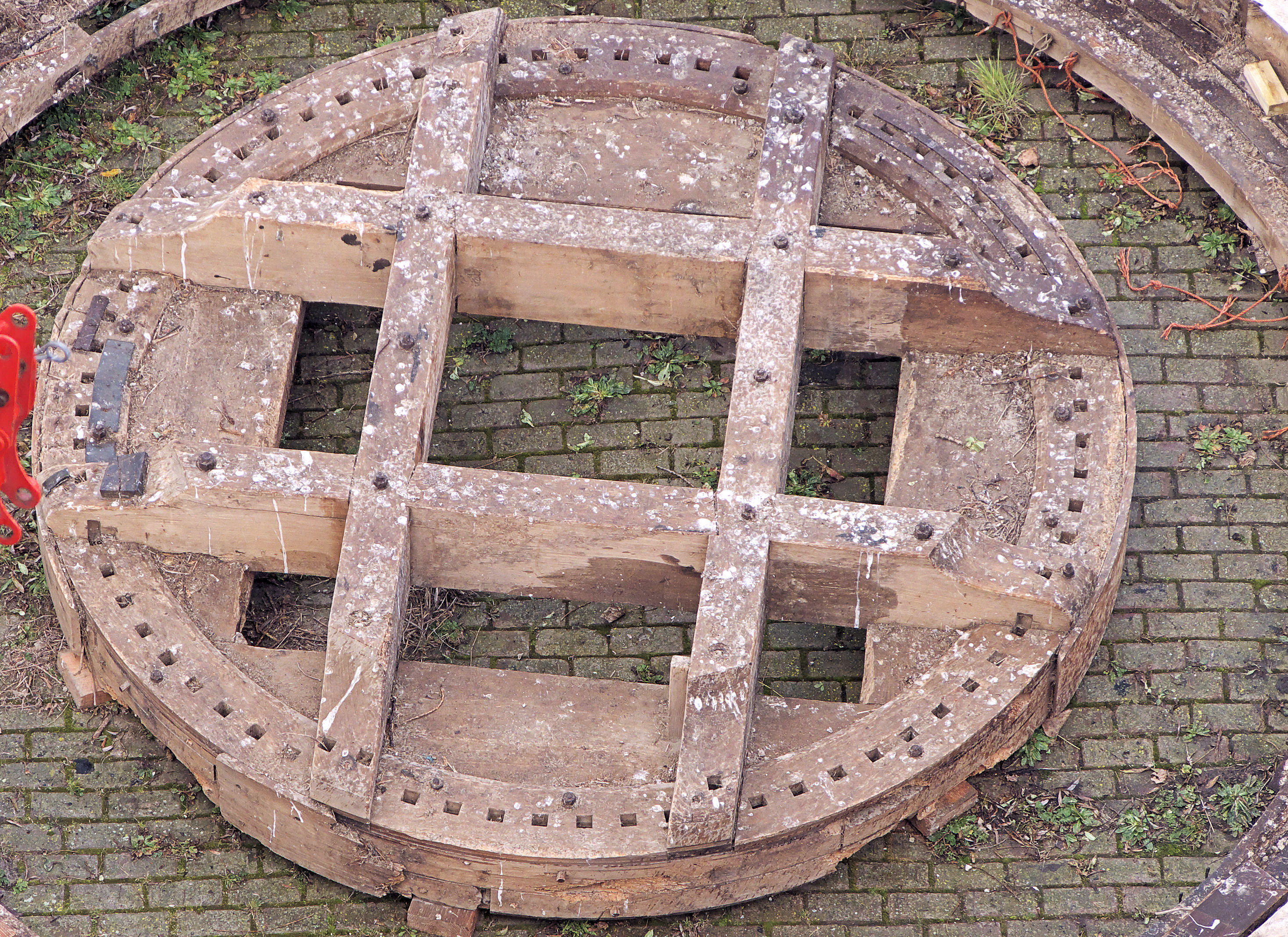
Bovenwiel
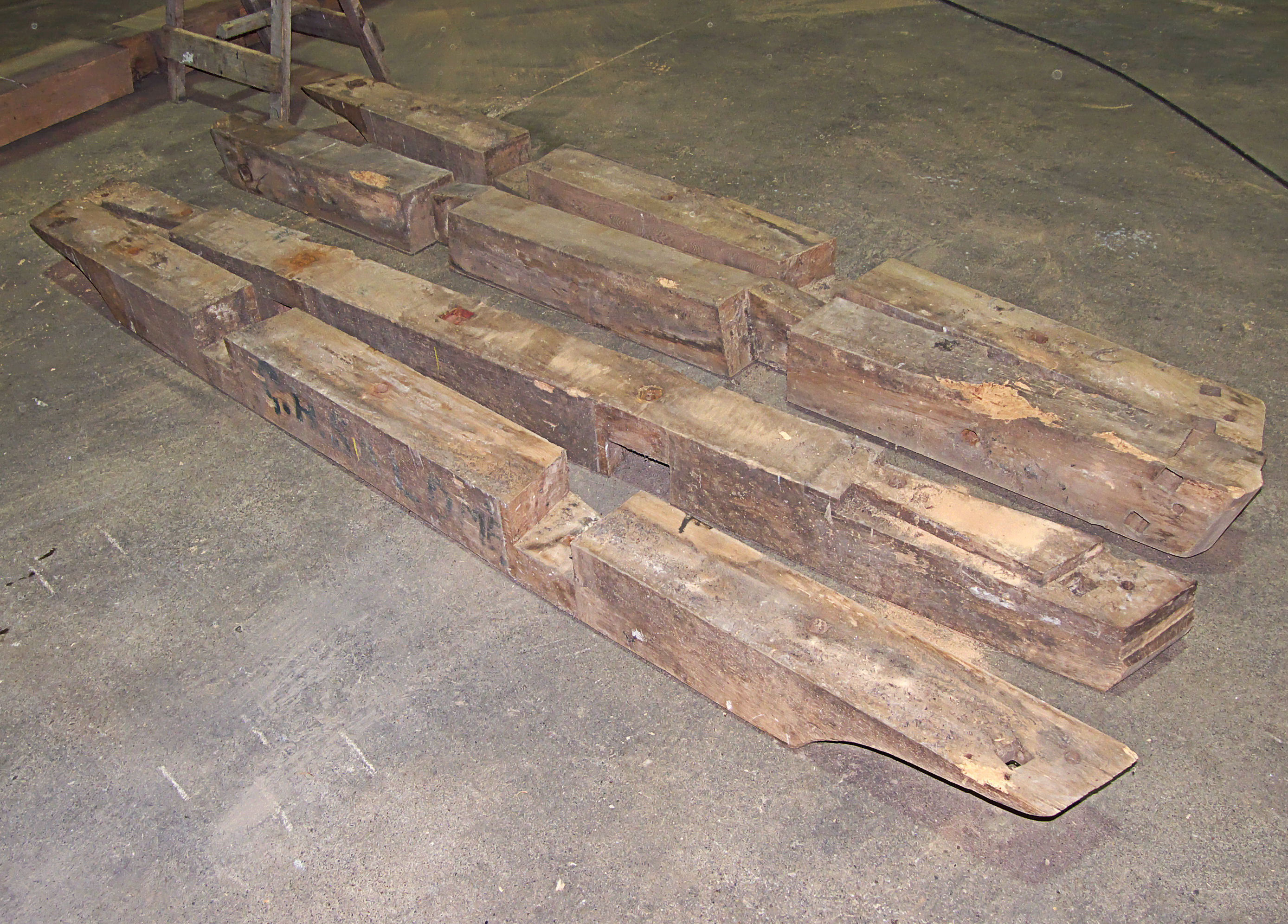
Spouwarmen
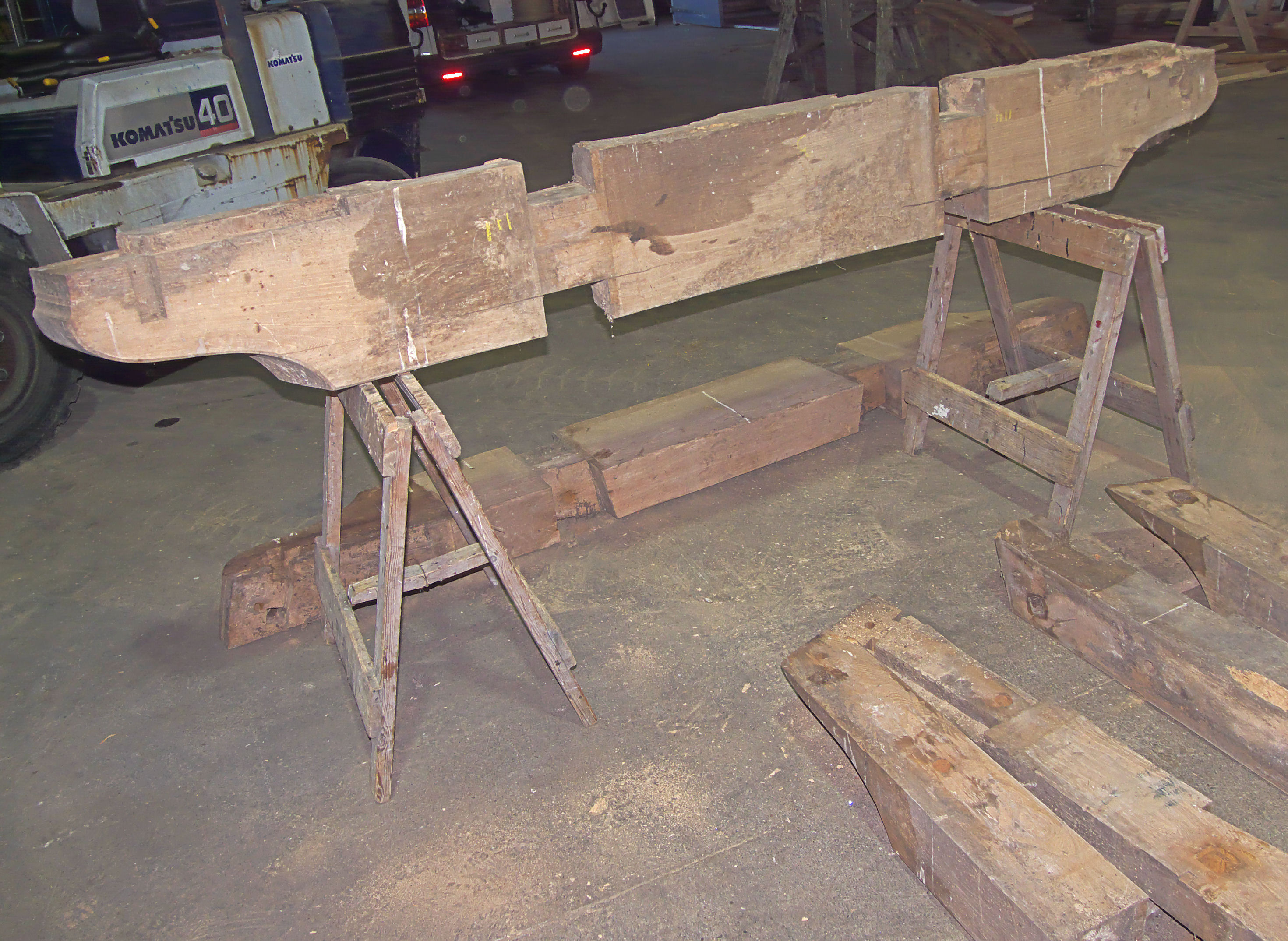
Kruisarm
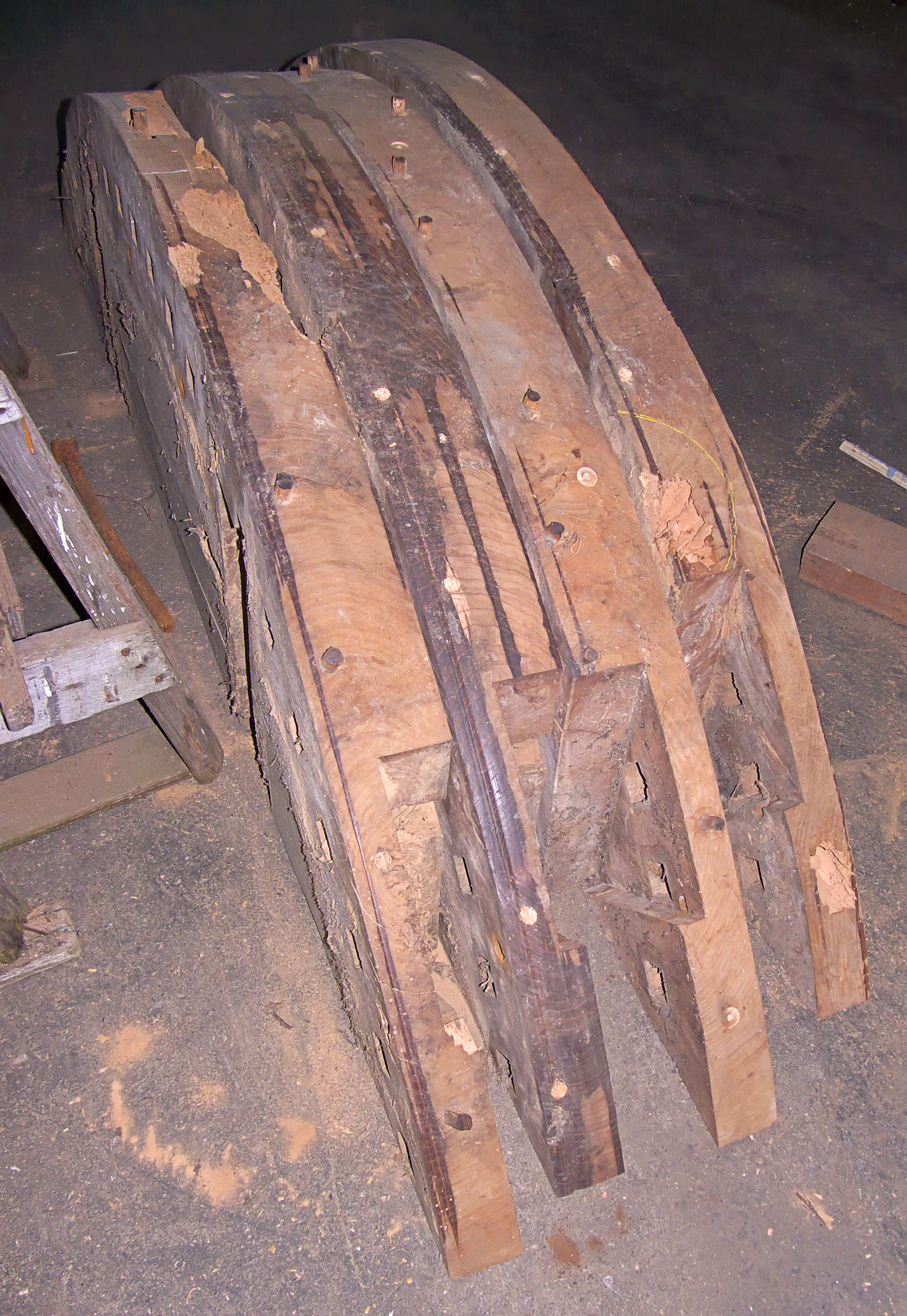
Plooistukken
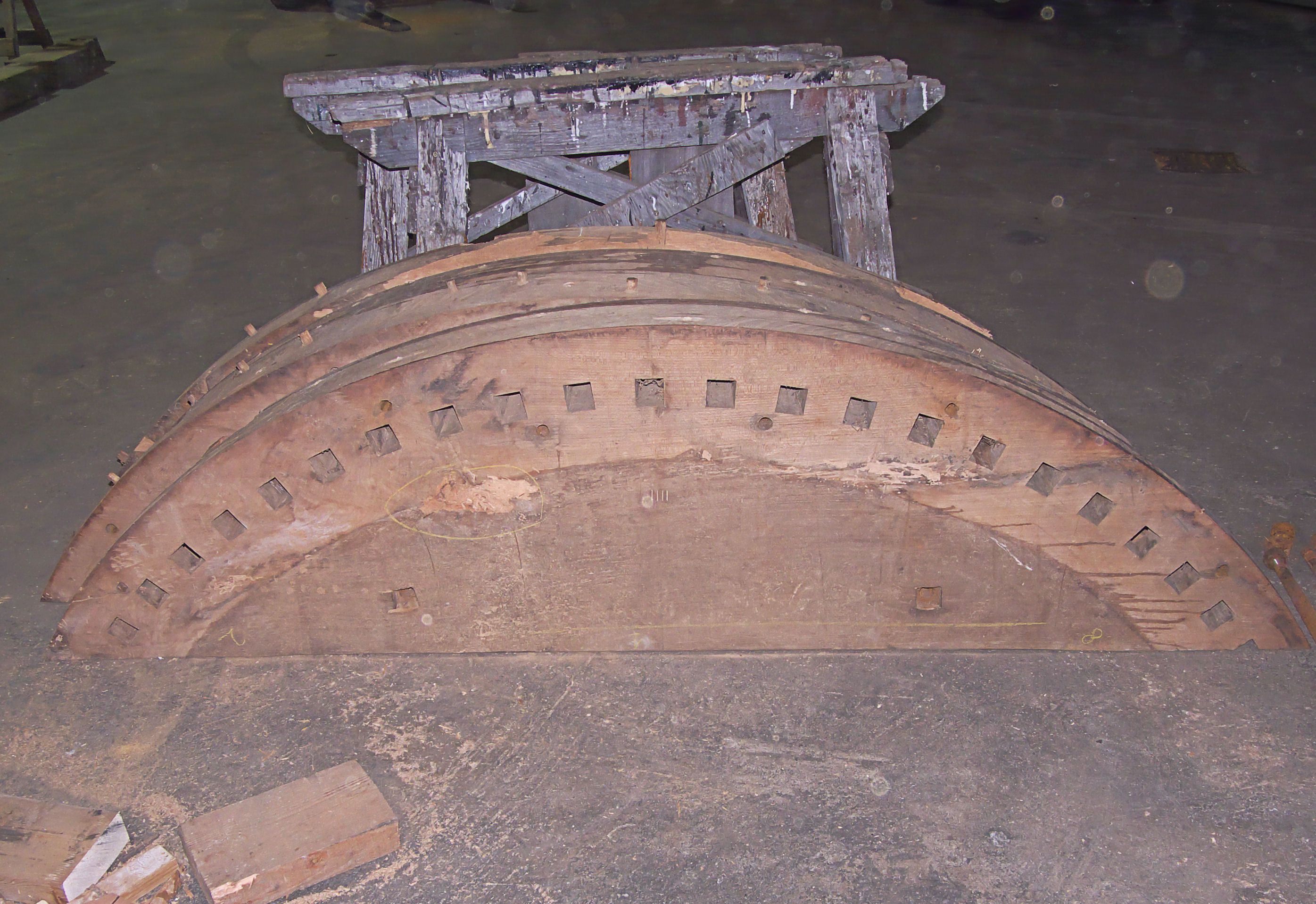
Plooistuk
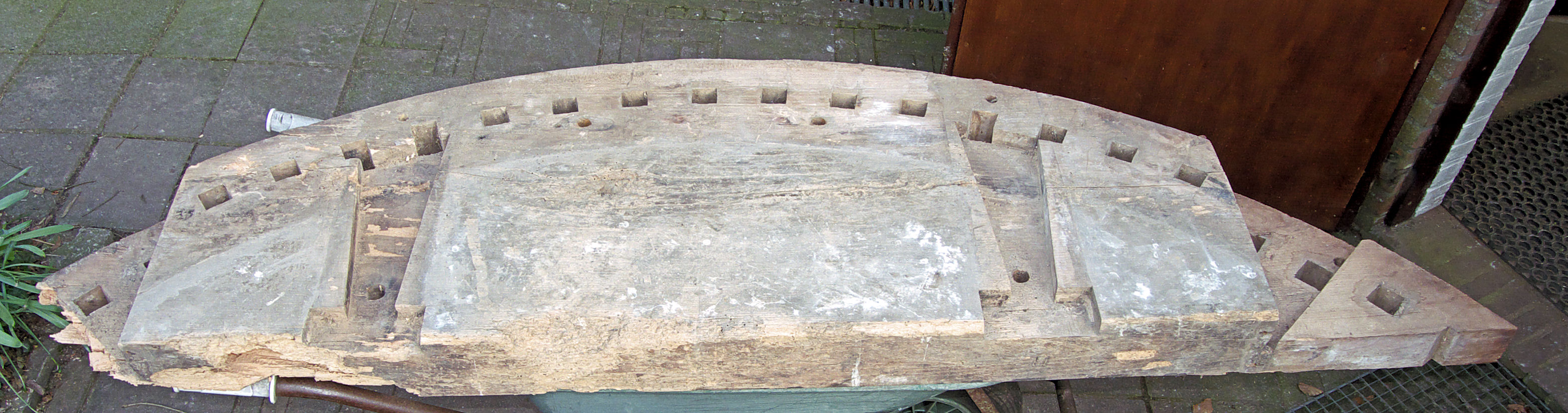
Plooistuk
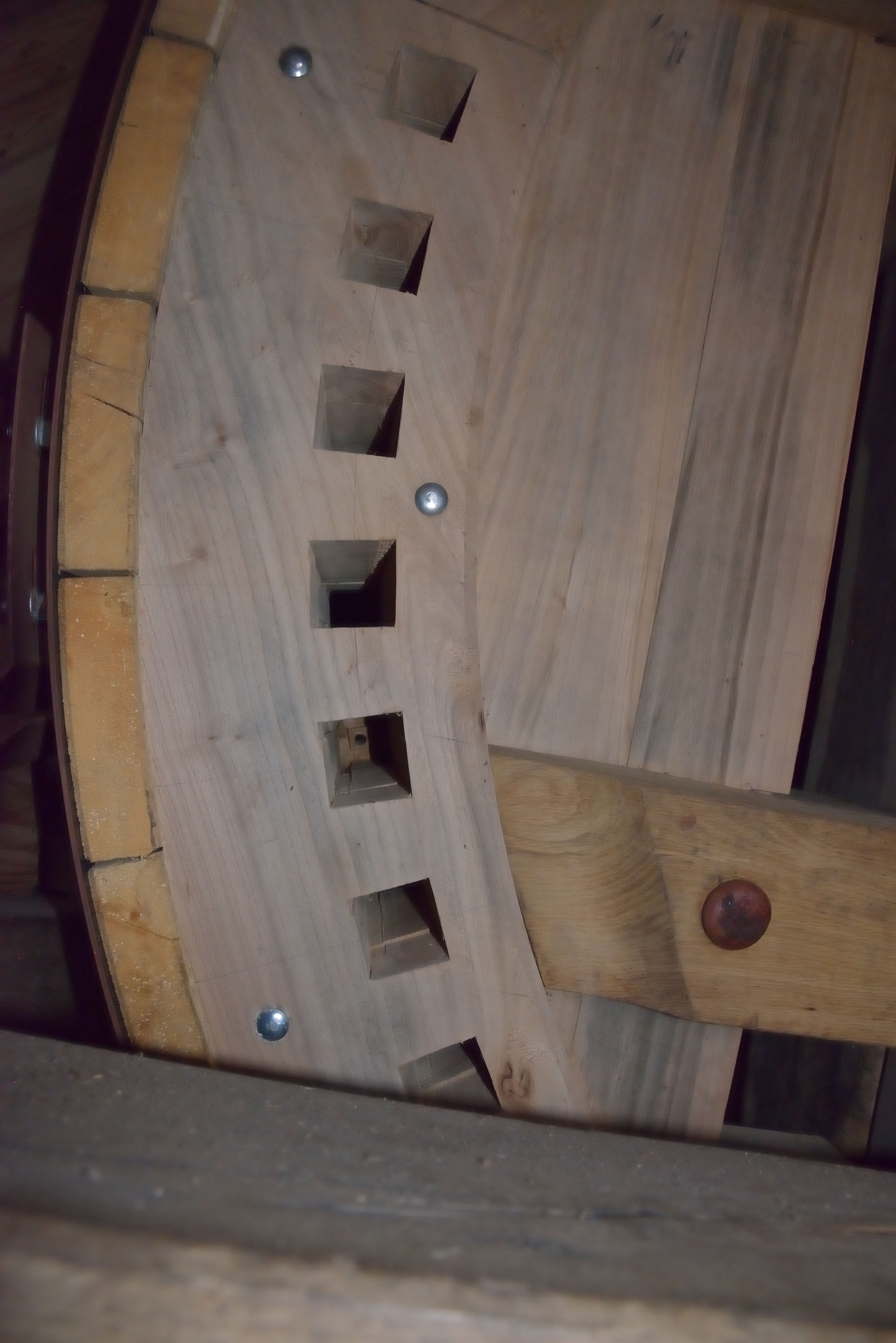
Bovenwiel met belegstukken (De Vlijt, Meppel)

## Blokkering bovenwiel
In het bovenwiel wordt bij stilstand een pal ingelaten. Ook kunnen bij diverse molens twee stutten geplaatst worden. Dit wordt gedaan bij een stilstaande molen als extra zekerheid ter voorkoming dat de wieken uit zichzelf gaan draaien.

## Aandrijving
Bij de aandrijving staan de kammen meestal min of meer haaks op elkaar. Er is soms ook wel een conische aandrijving, zoals bij de Walderveense molen. Hierbij raken de kammen elkaars verlengde, waardoor dit type overbrenging sterker is.
Bij een goede aandrijving moeten drie kammen van het bovenwiel tegelijk drie kammen van de bonkelaar raken, terwijl de bovenkant van de kam van het bovenwiel gelijk moet vallen met de bovenkant van de kam van de bonkelaar en de voorkant van de kam van het bovenwiel niet voorbij de zijkant van de kam van de bonkelaar mag steken. Bij een bovenschijfloop mag de voorkant van de kam niet voorbij de achterkant van de staaf steken. Voor maximale aangrijping moeten de kammen van het bovenwiel te lood zijn afgezaagd en niet haaks, omdat het bovenwiel door de schuine ligging van de bovenas schuin naar voren staat.
|  |  |  |

## Standerdmolens
In Nederlandse standerdmolens bevindt zich vrijwel altijd 1 bovenwiel. Wanneer het bovenwiel twee steenkoppels aandrijft, heeft het kammen aan beide zijden. Dit heeft tot gevolg dat het ene koppel, de voormolen, linksom draait, terwijl het andere, de achtermolen, rechtsom draait. In Vlaamse standerdmolens hebben de steenkoppels een eigen bovenwiel. De kammen bevinden zich bij elk bovenwiel aan dezelfde zijde, waardoor alle steenkoppels dezelfde kant op draaien. Een aantal Vlaamse standerdmolens hebben een derde wiel, voor de vang.

## Fotogalerij

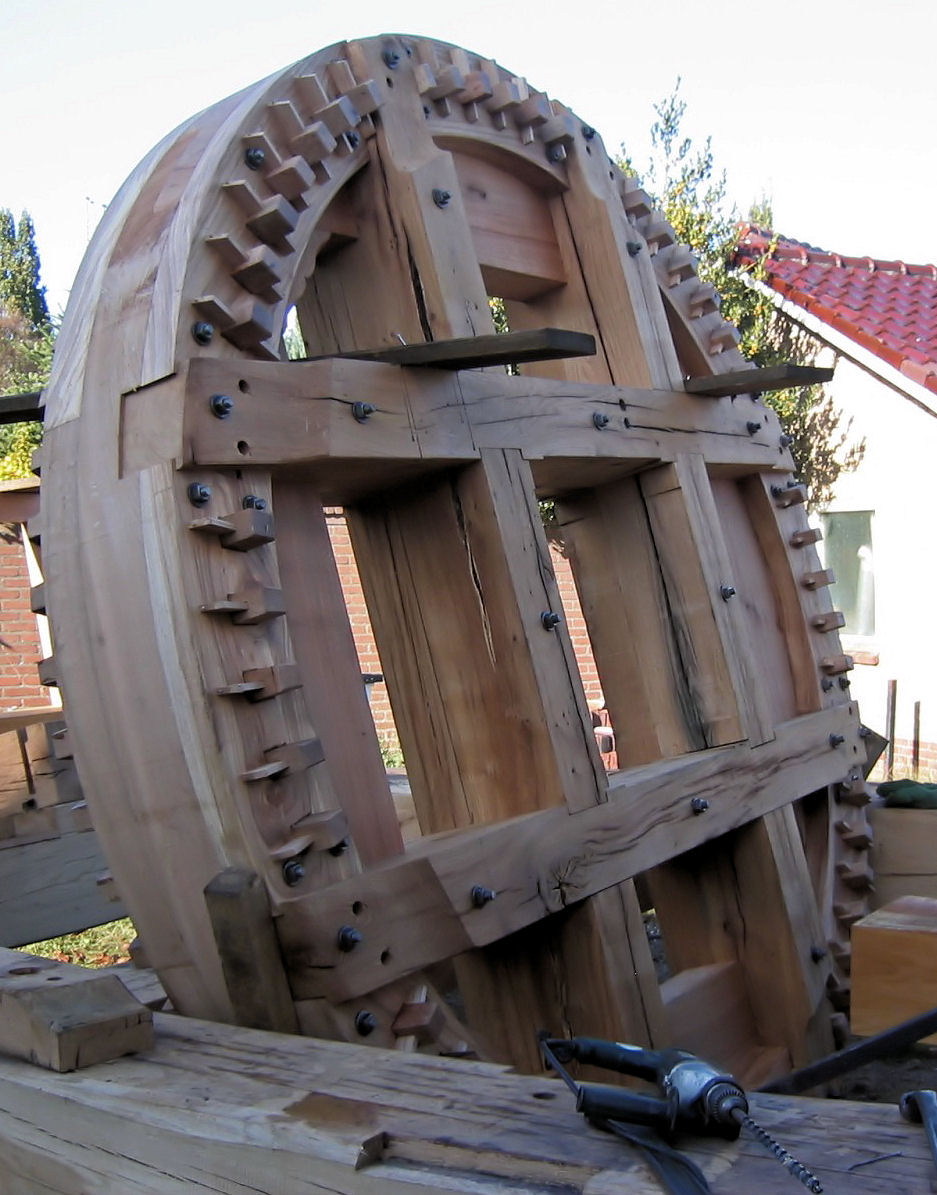
Achterkant bovenwiel van De Koe (Ermelo). De belegstukken voor het vangen ontbreken nog.
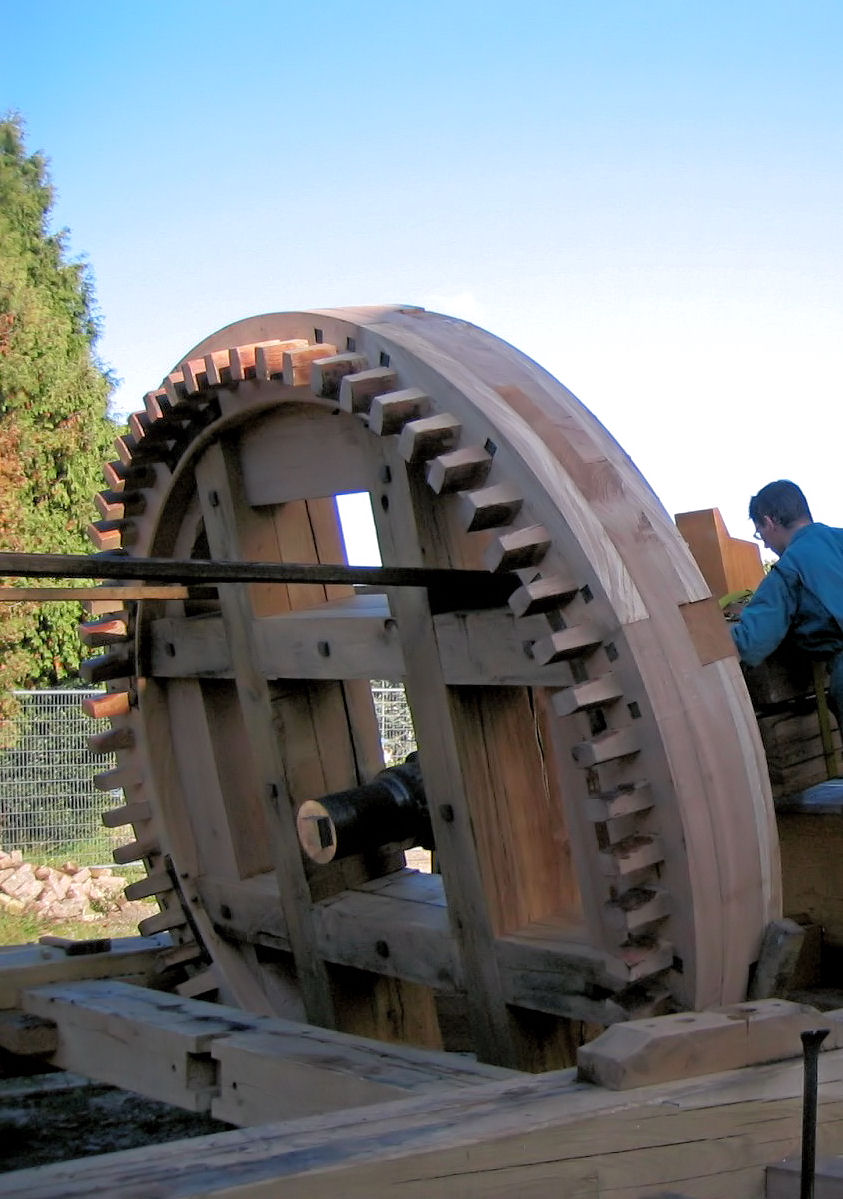
Voorkant bovenwiel van De Koe (Ermelo) De belegstukken voor het vangen ontbreken nog.
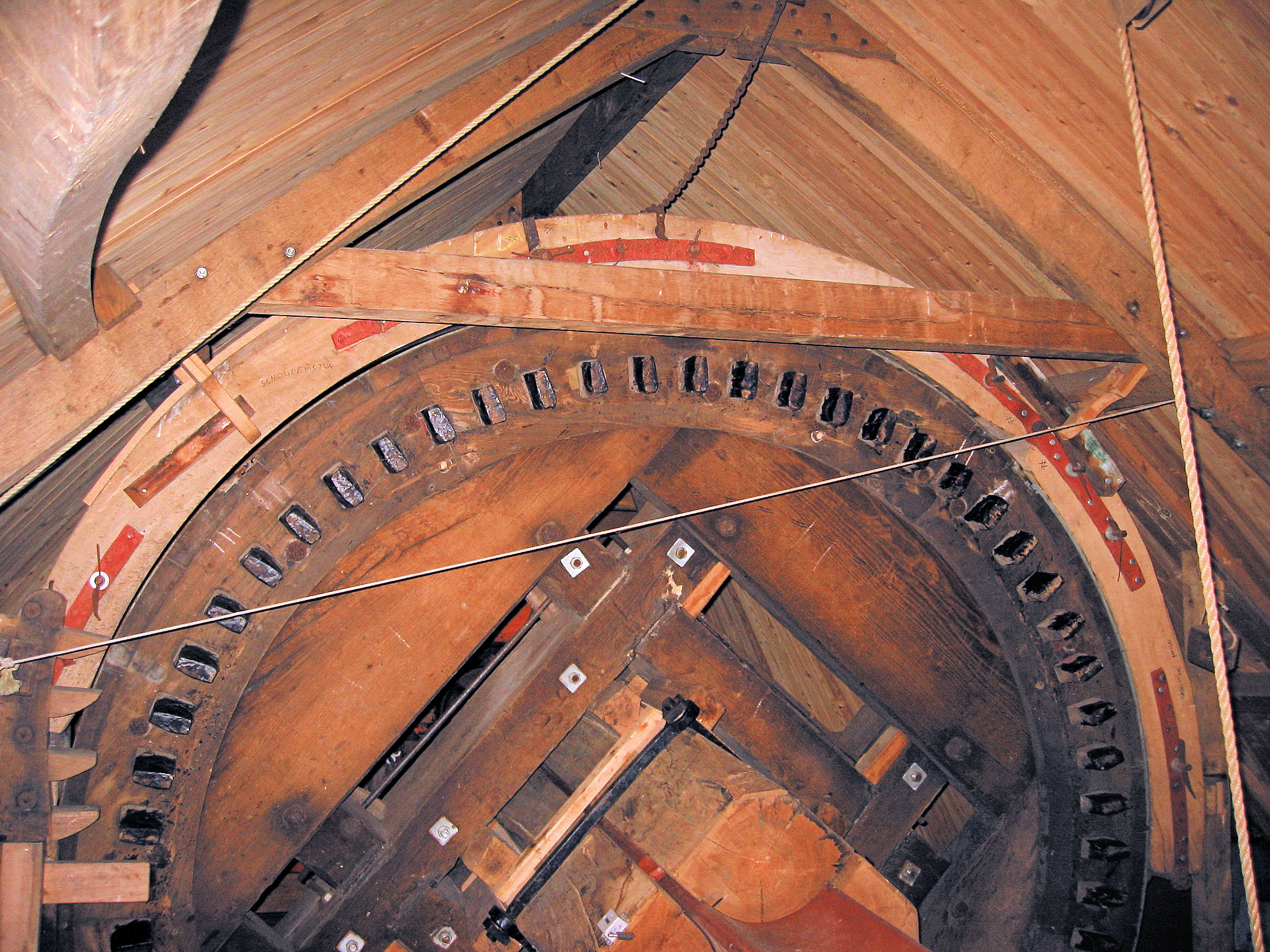
Bovenwiel van De Nieuwe Molen
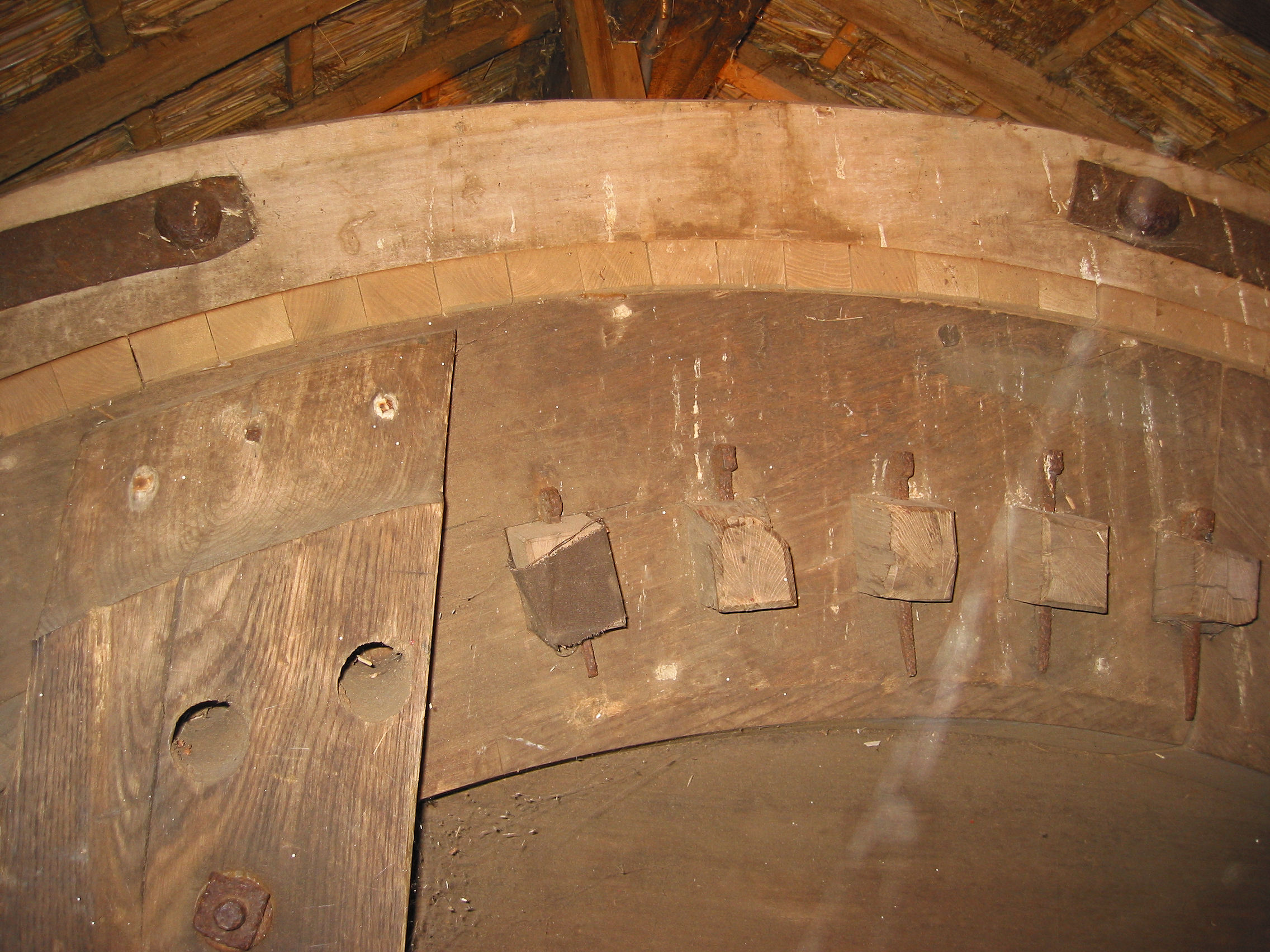
Detail achterkant bovenwiel met geborgde kammen en de twee gaten in de kruisarm van de Walderveense molen. Bovenwiel met achtervelg en belegstukken
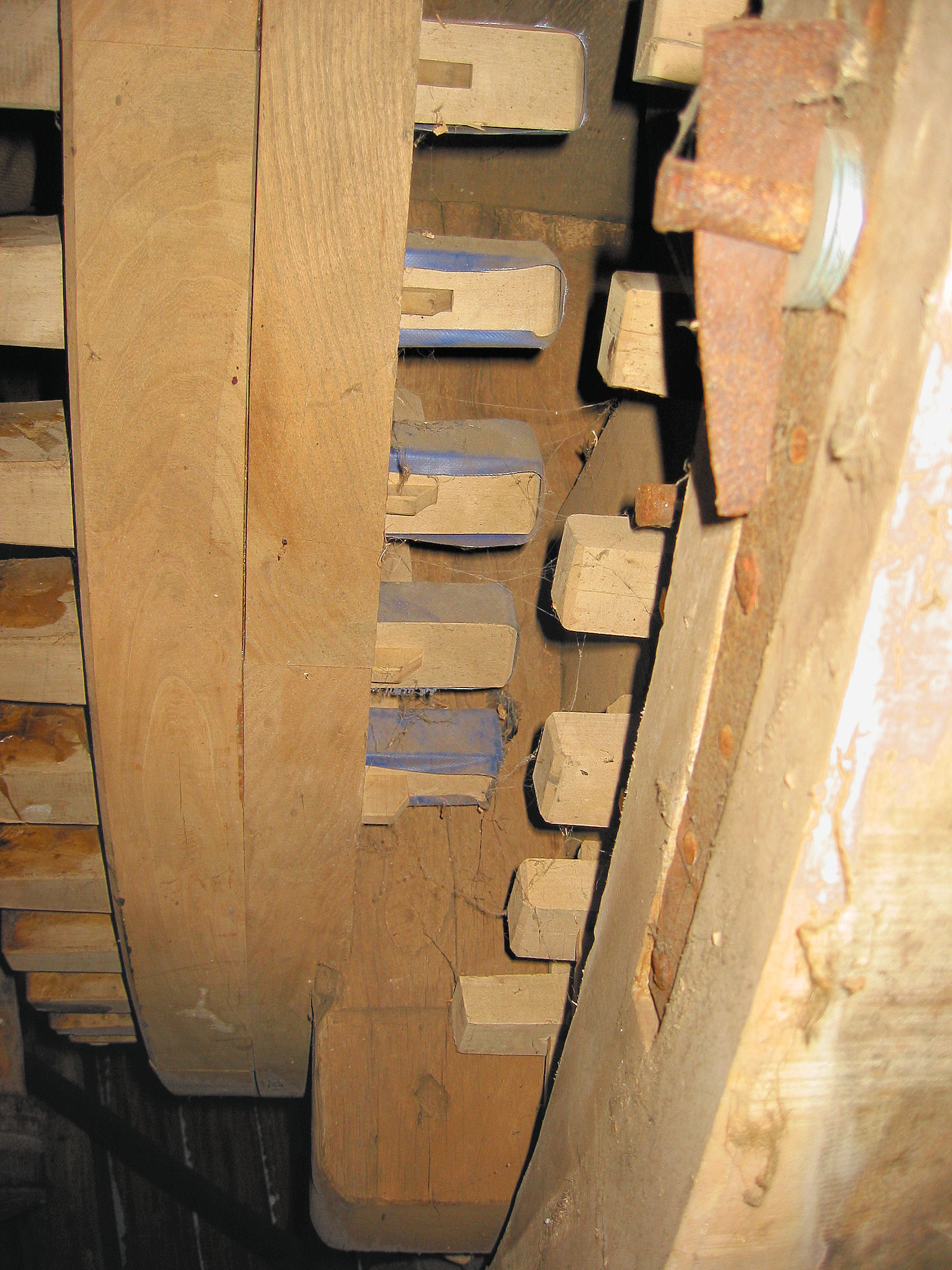
Met zeildoek vastgezette kammen in achterkrans van bovenwiel van de molen Tot Voordeel en Genoegen
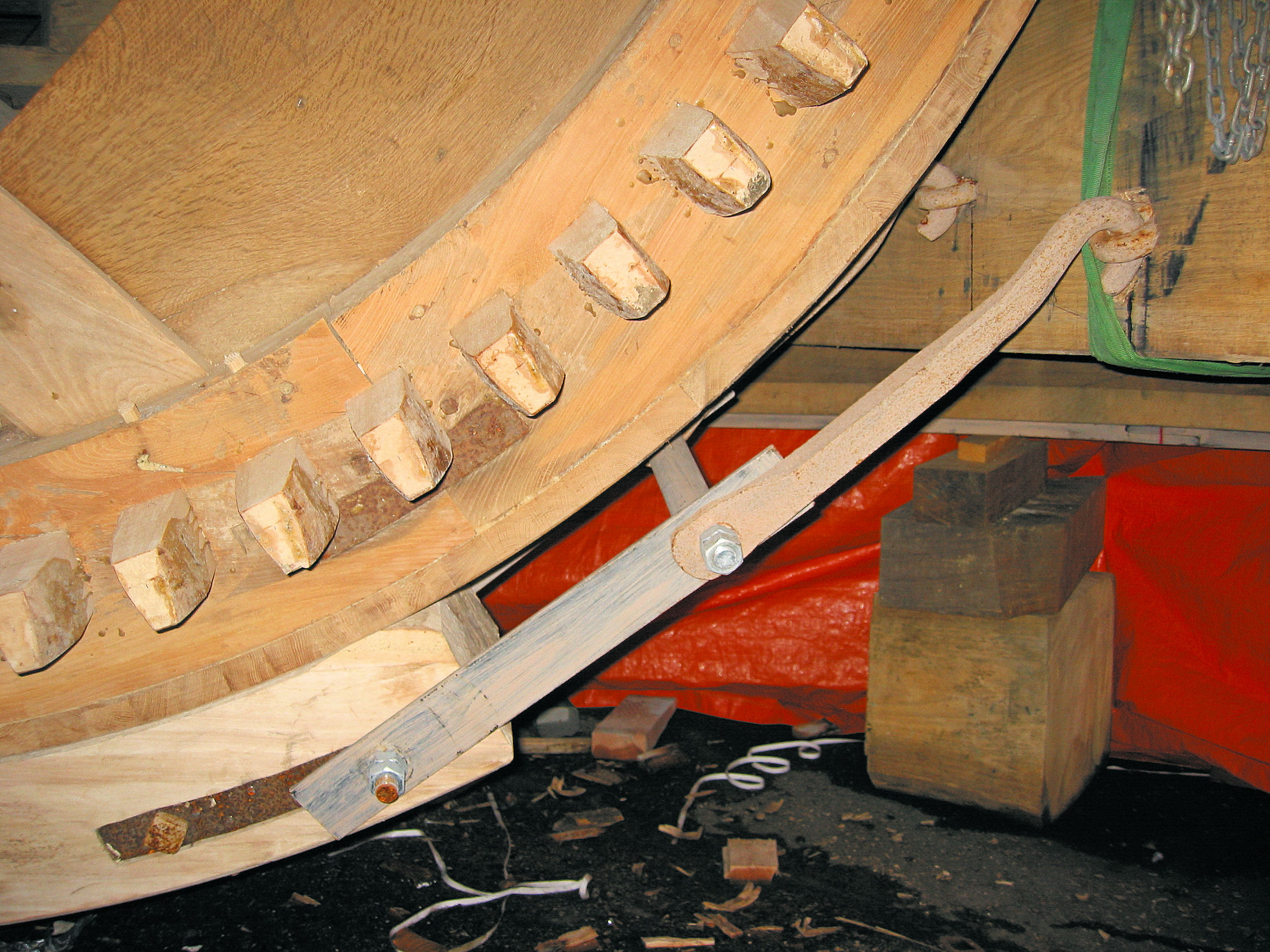
Detail bovenwiel met een voering van houten blokjes (belegstukken) van de Concordiamolen. De kammen bij de kruisarm zijn aan de voorkant geborgd met houten borgpennen.
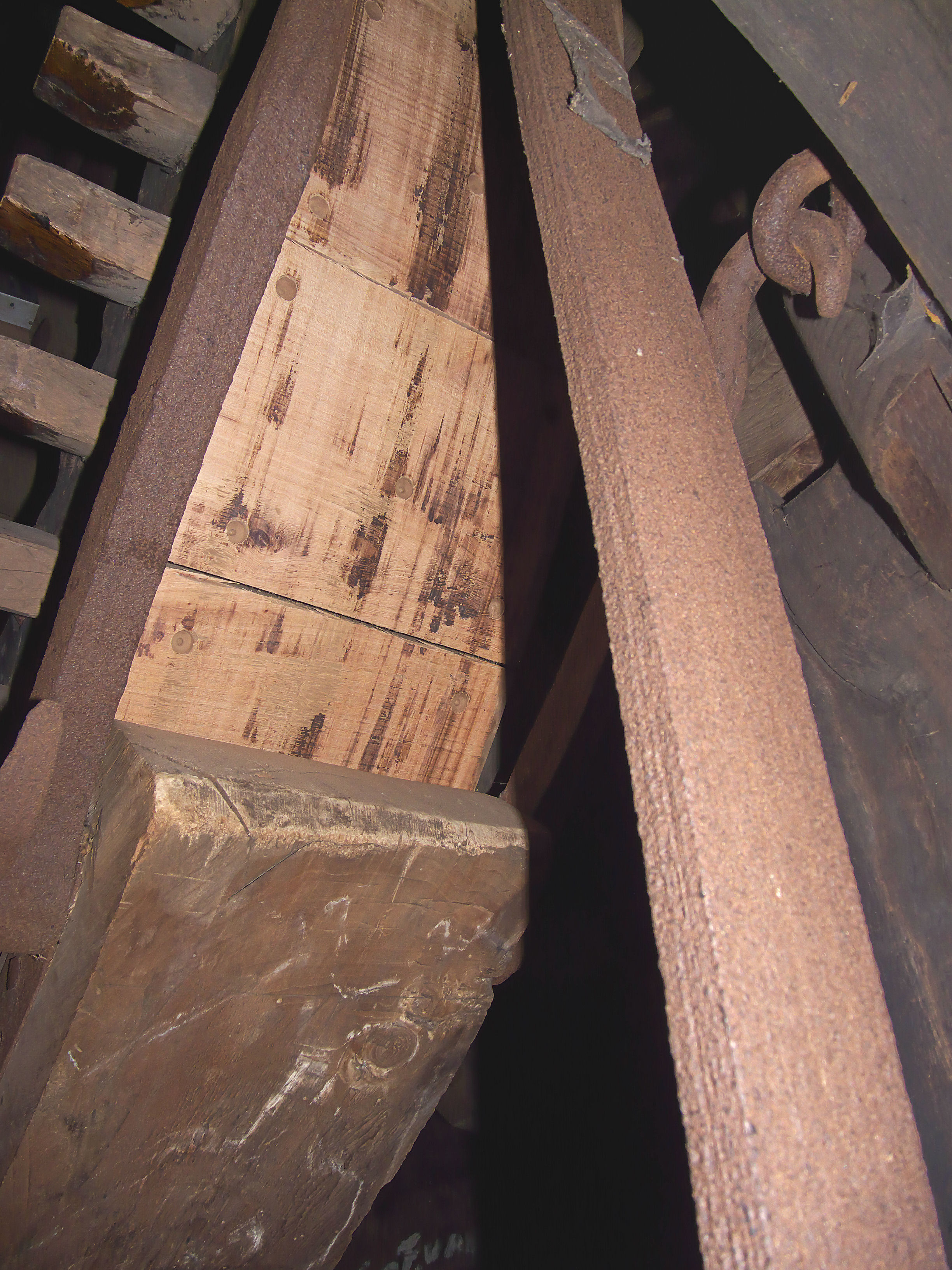
Belegstukken om het bovenwiel bij de molen De Passiebloem
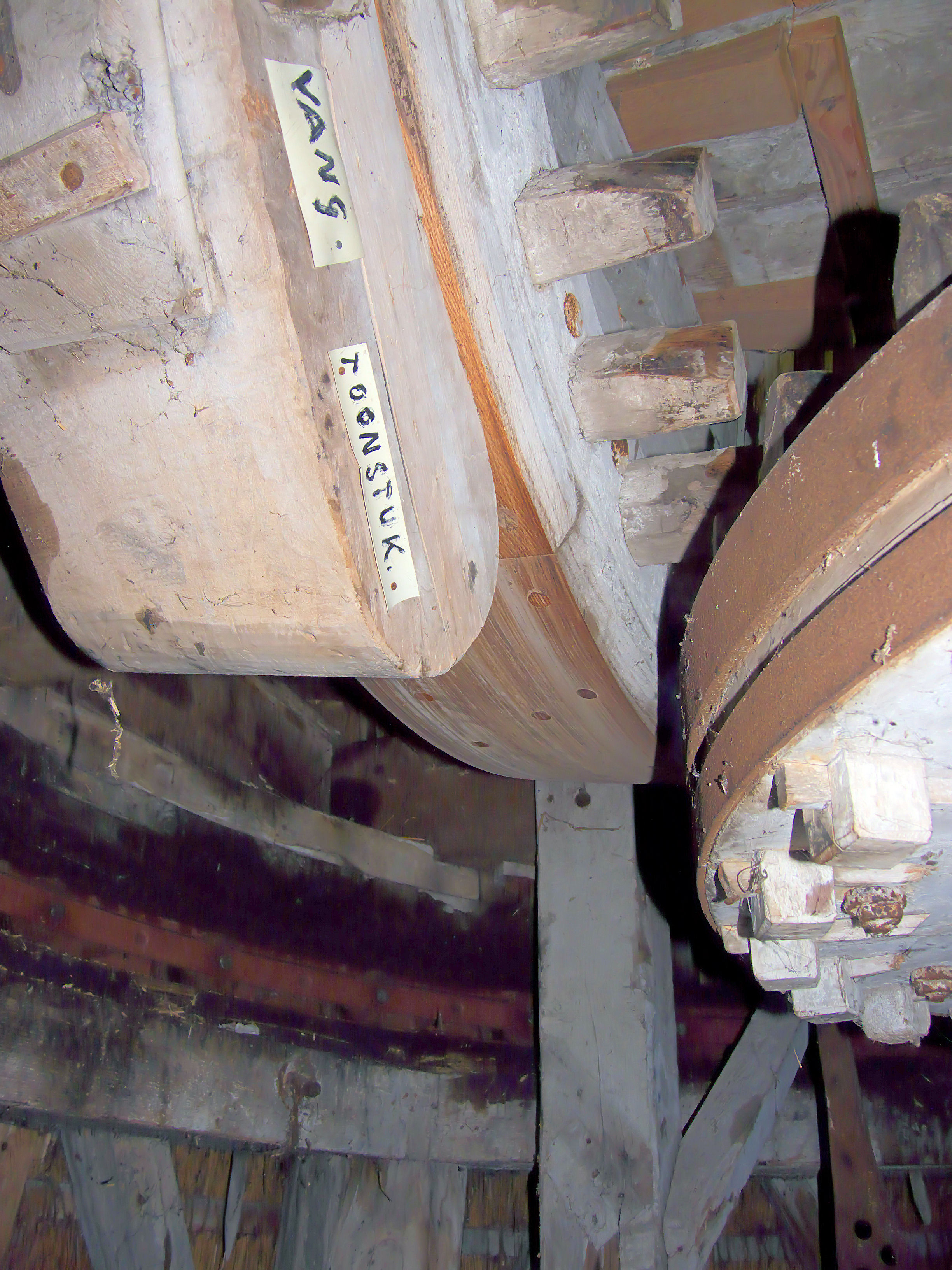
Belegstukken in de lengte om het bovenwiel bij de molen d'Admiraal
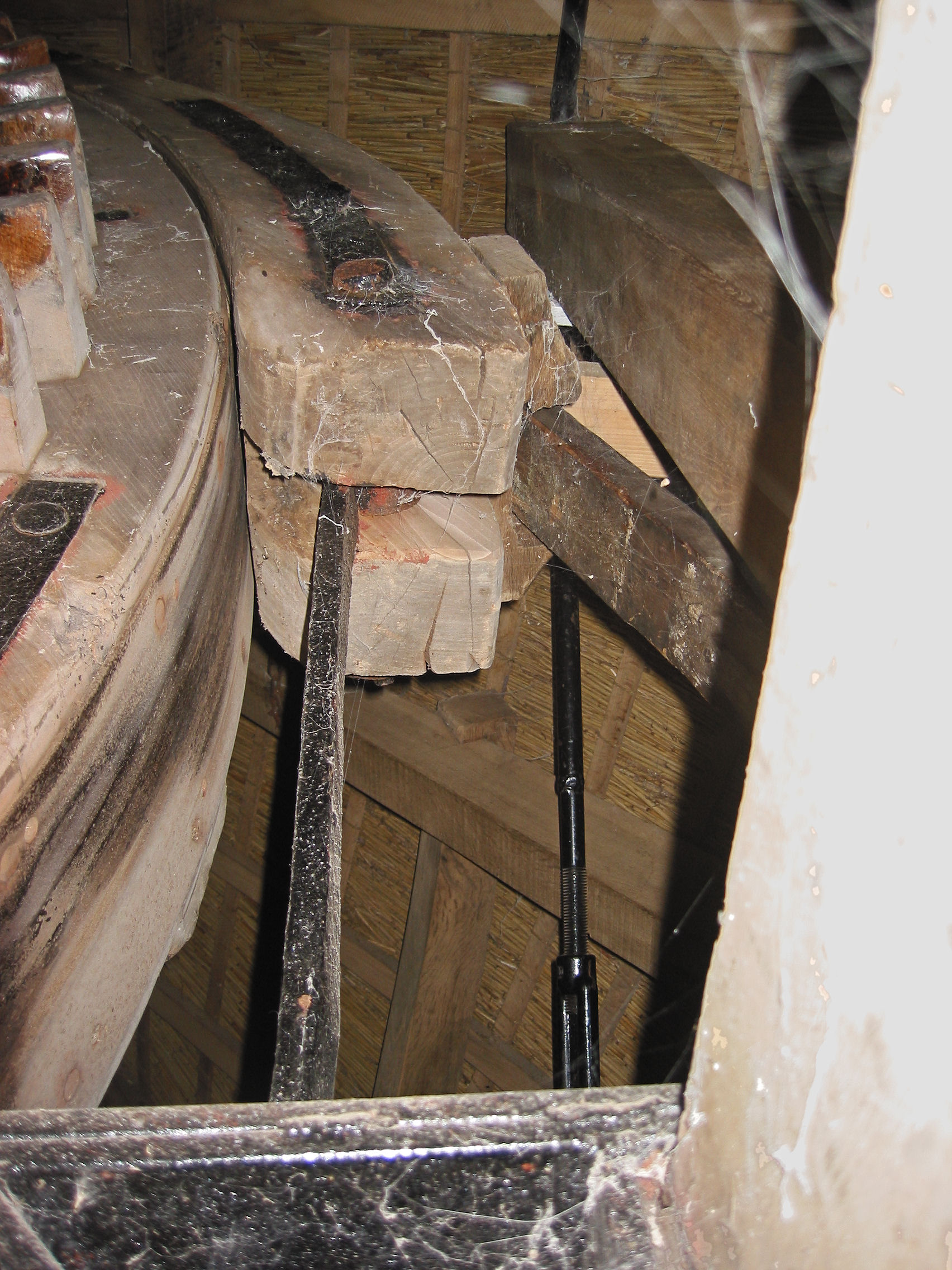
Links gedeelte van de ijzeren hoep om het bovenwiel van de molen De Hoop in Garderen.
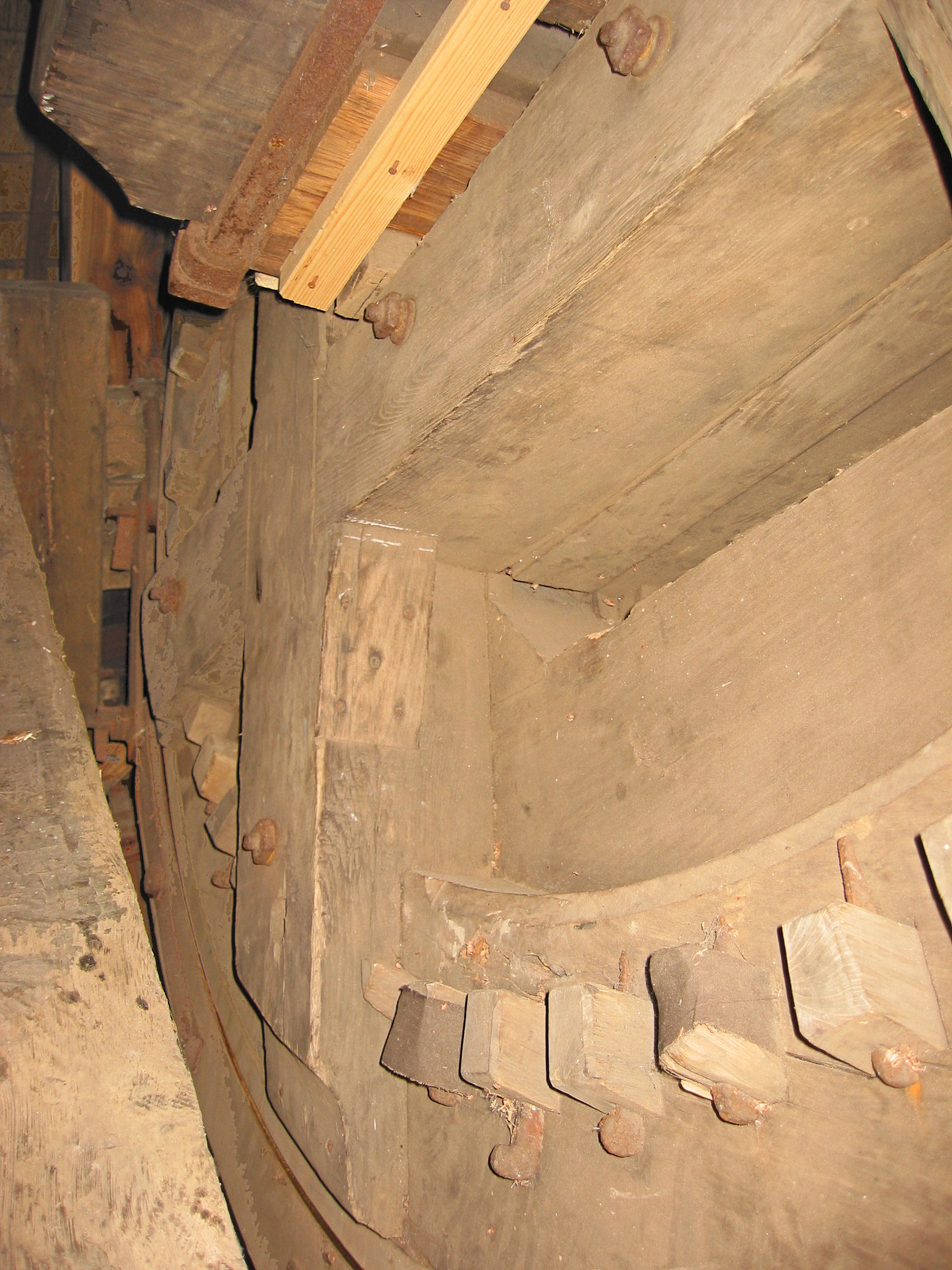
Plooistuk tussen de kruisarmen achterzijde bovenwiel van de Walderveense molen
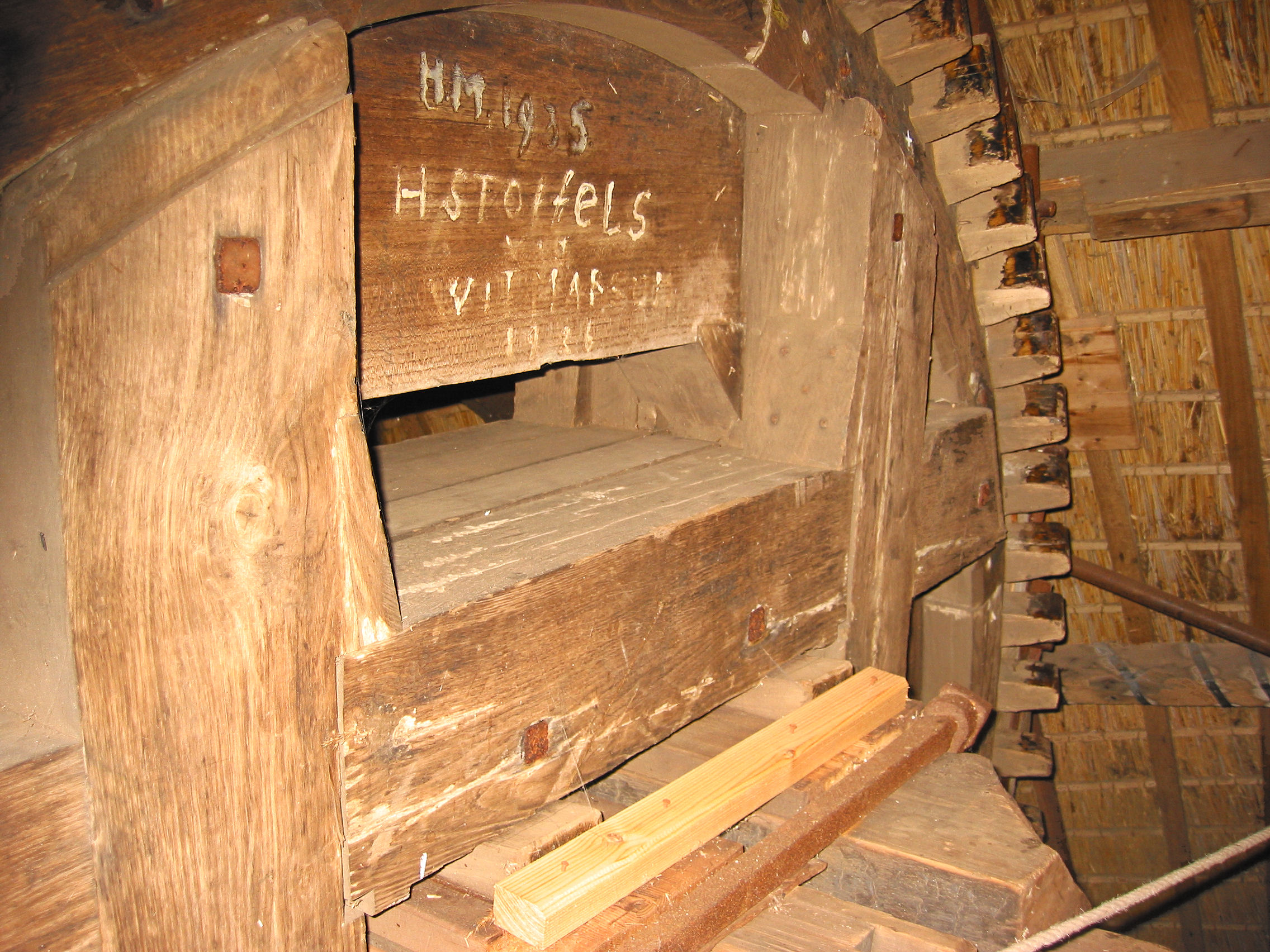
Plooistuk tussen de kruisarmen voorzijde bovenwiel Walderveense molen
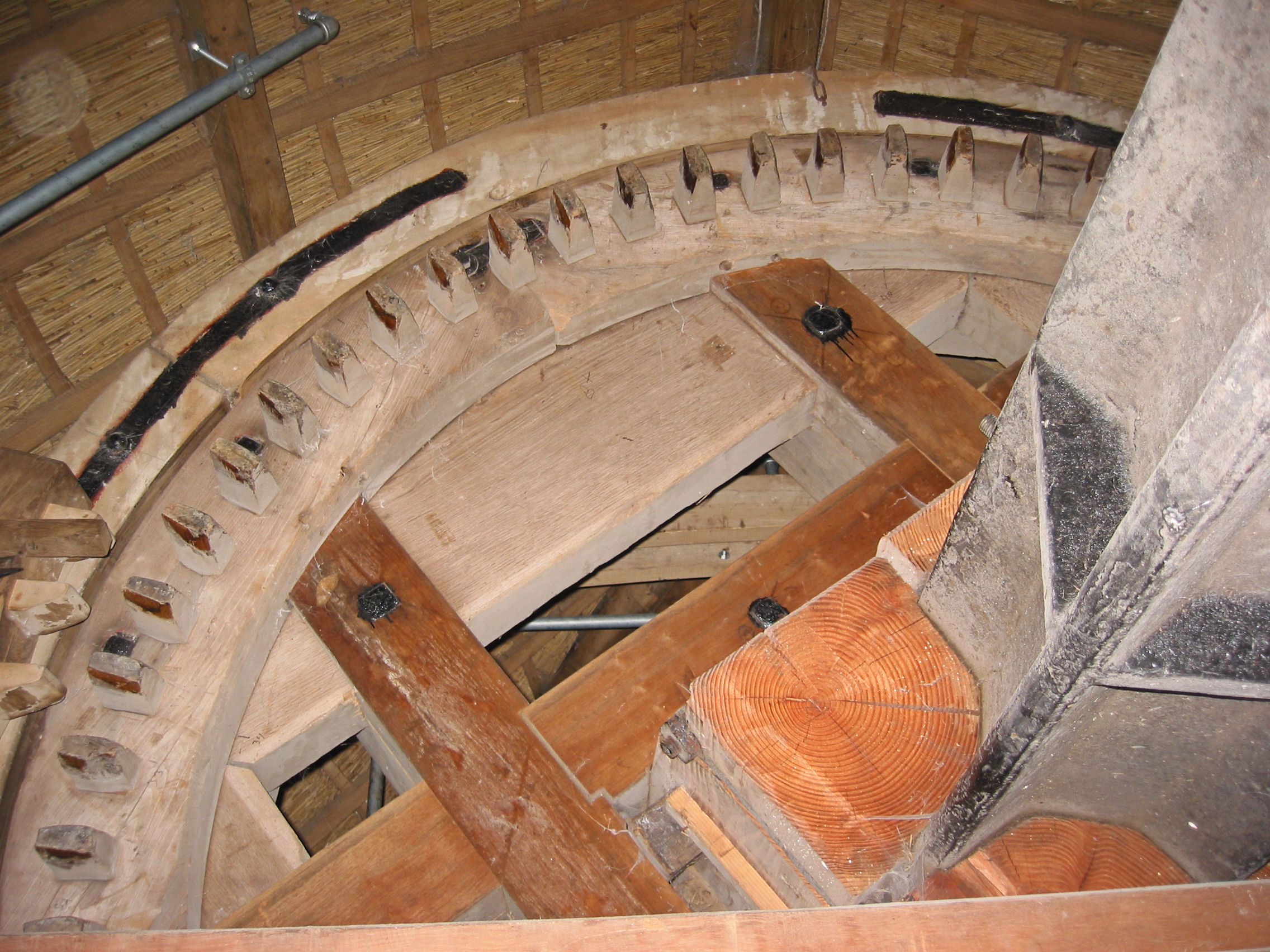
Plooistuk vooraan in de kruisarmen voorzijde bovenwiel van De Hoop
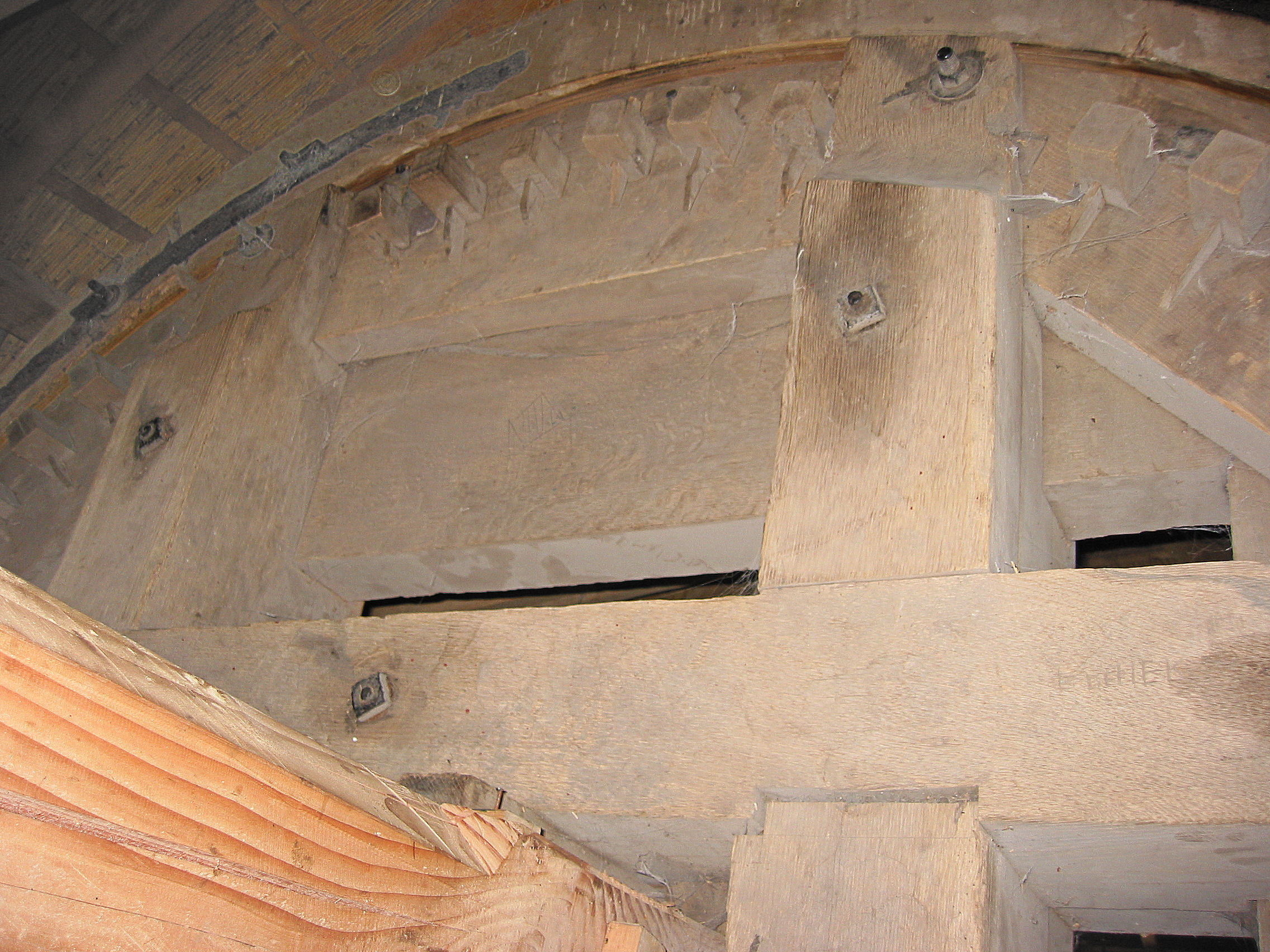
Plooistuk vooraan in de kruisarmen achterzijde bovenwiel van De Hoop
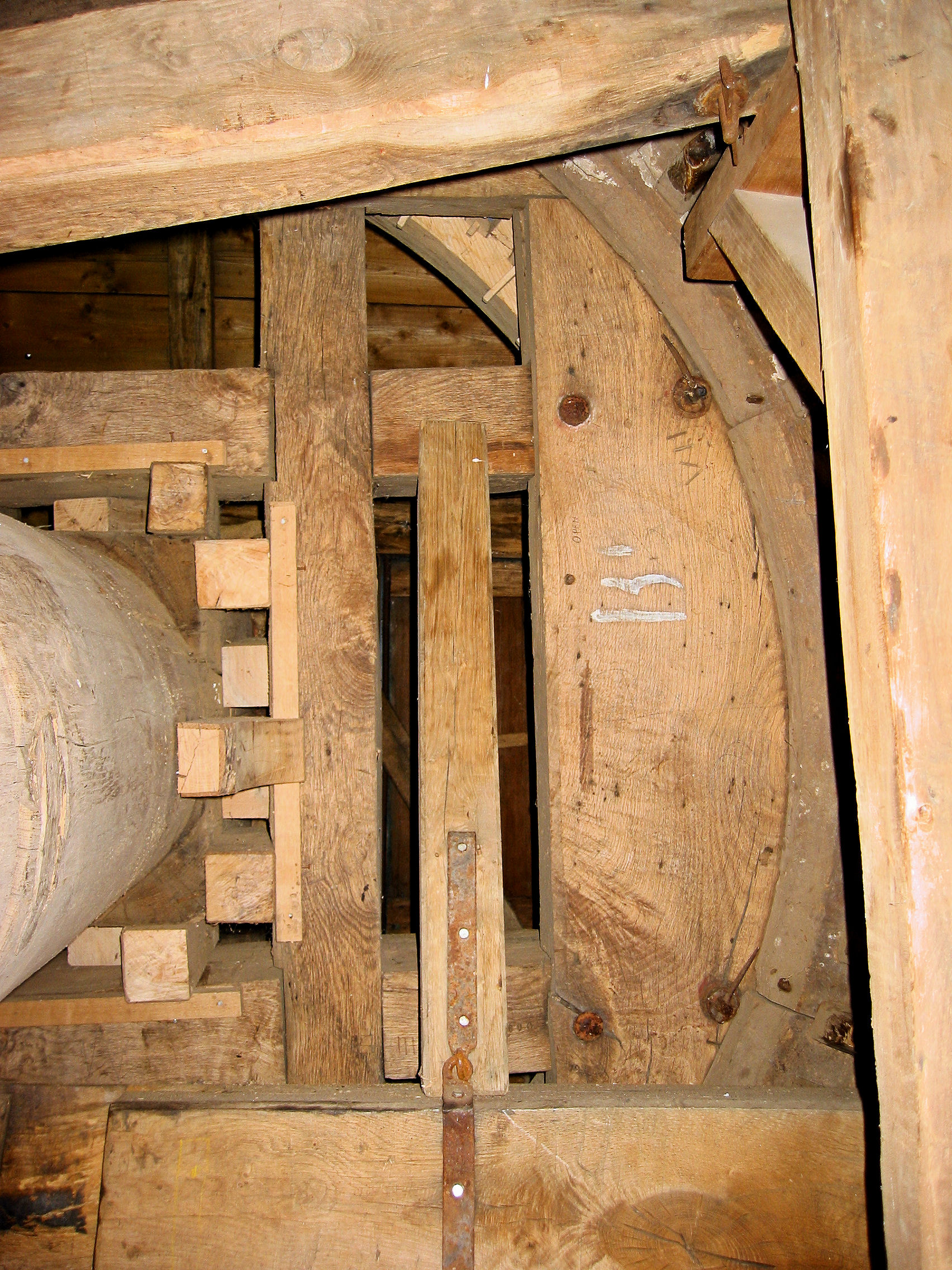
Stut in bovenwiel bij Tot Voordeel en Genoegen
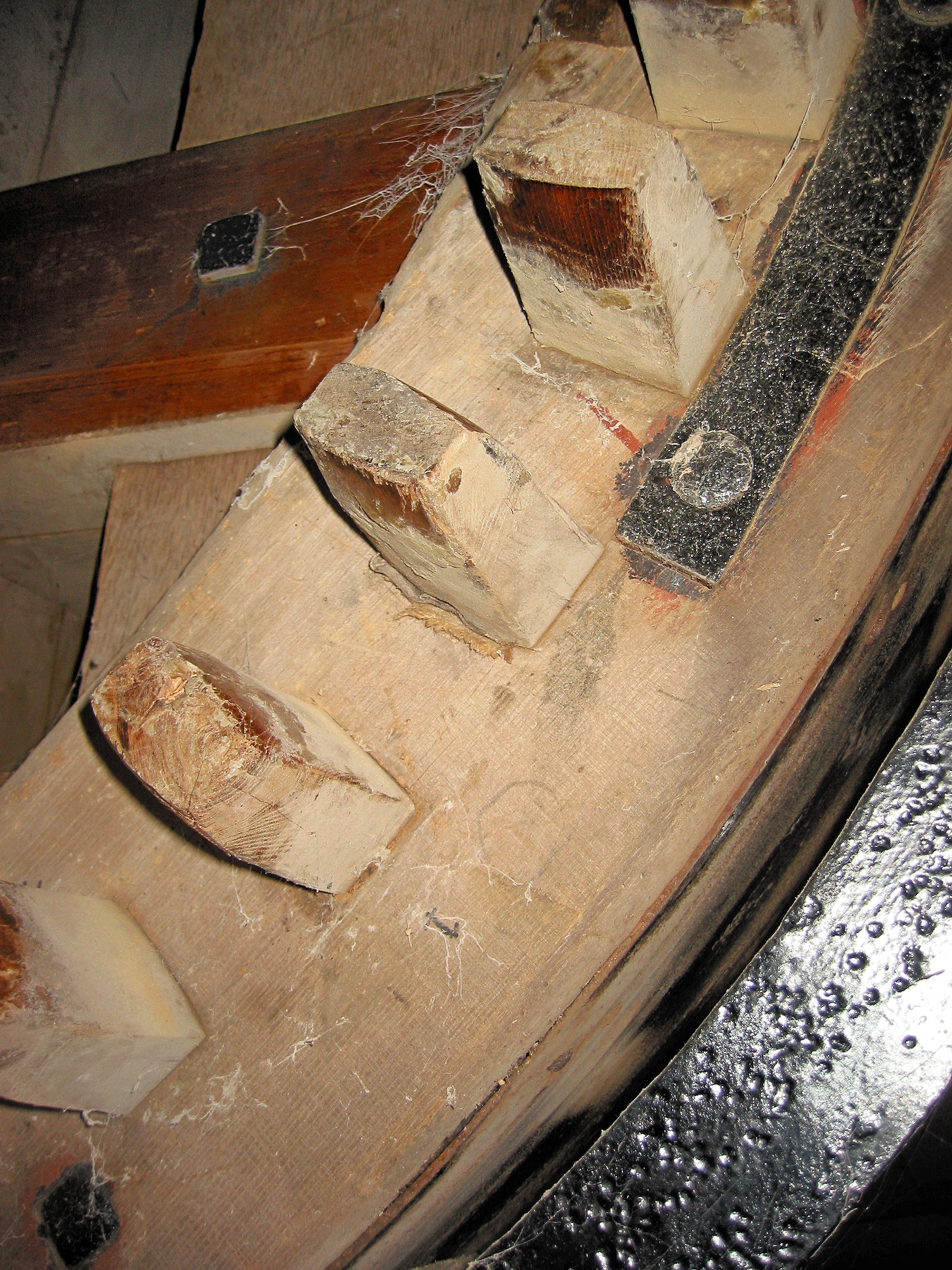
Middelste kam wordt aan de werkzijde vastgeklemd door zeildoek
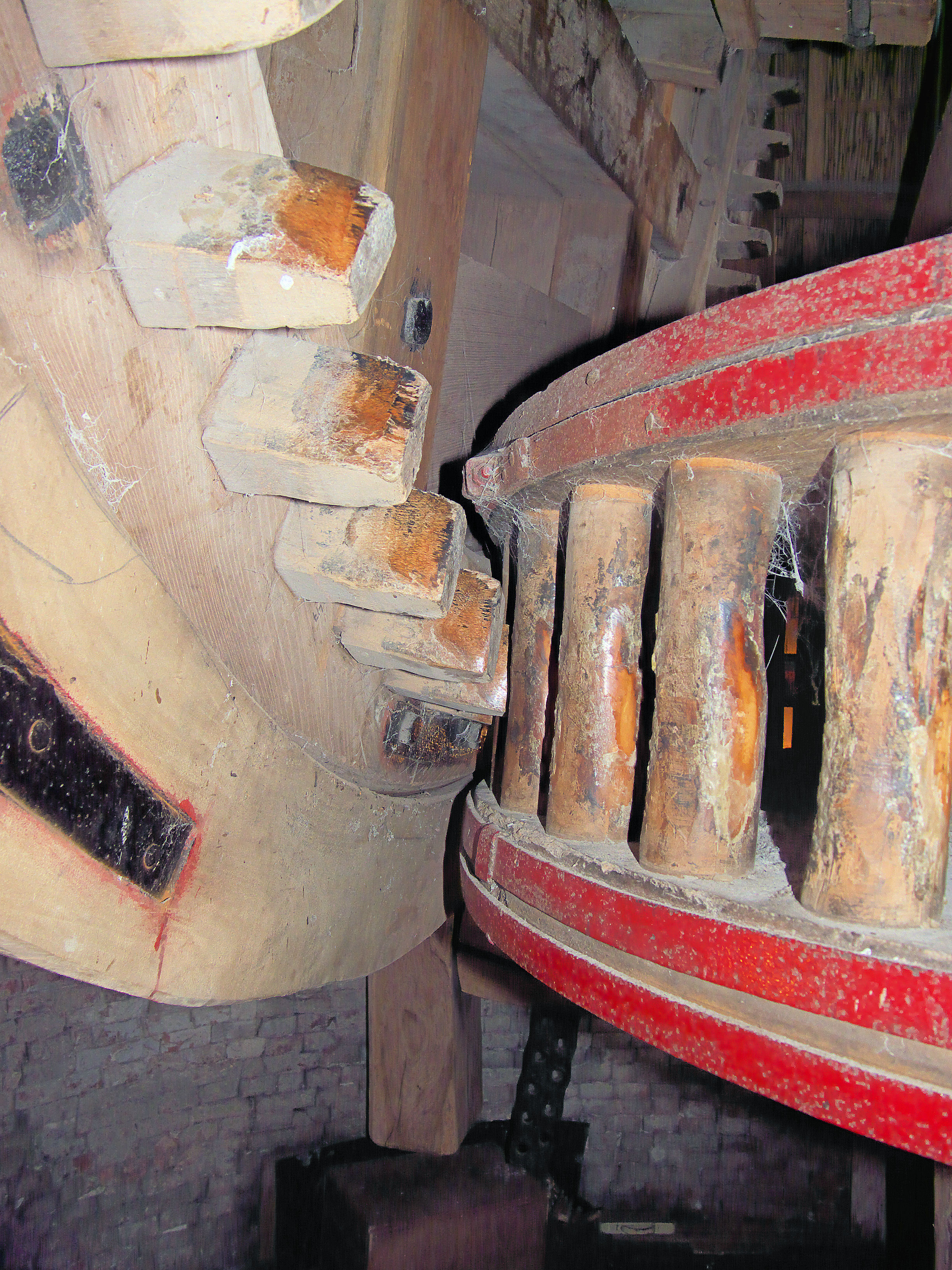
Bovenwiel met bovenschijfloop
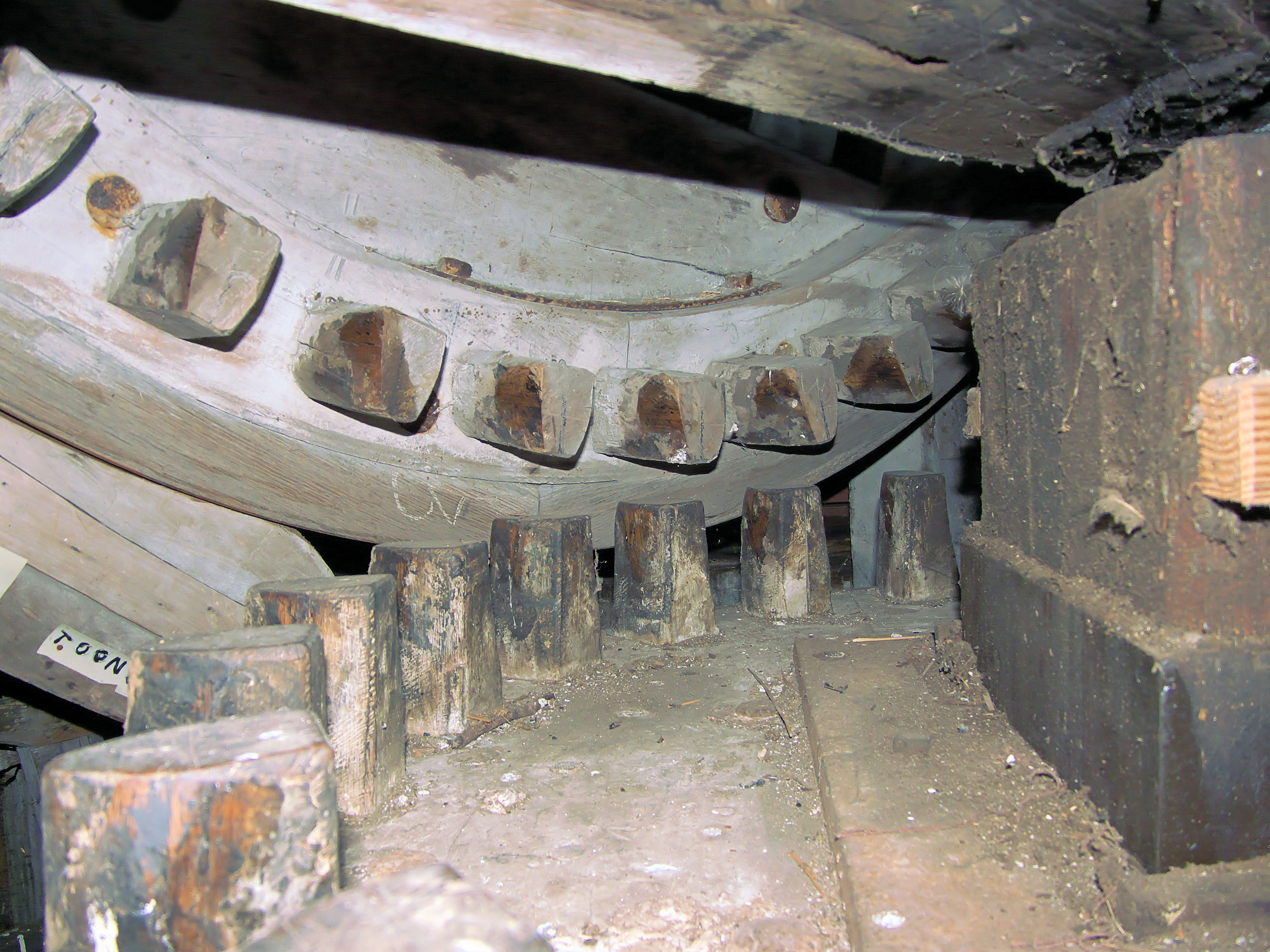
Bovenwiel met bovenbonkelaar (bonkelaar uit het werk gezet)
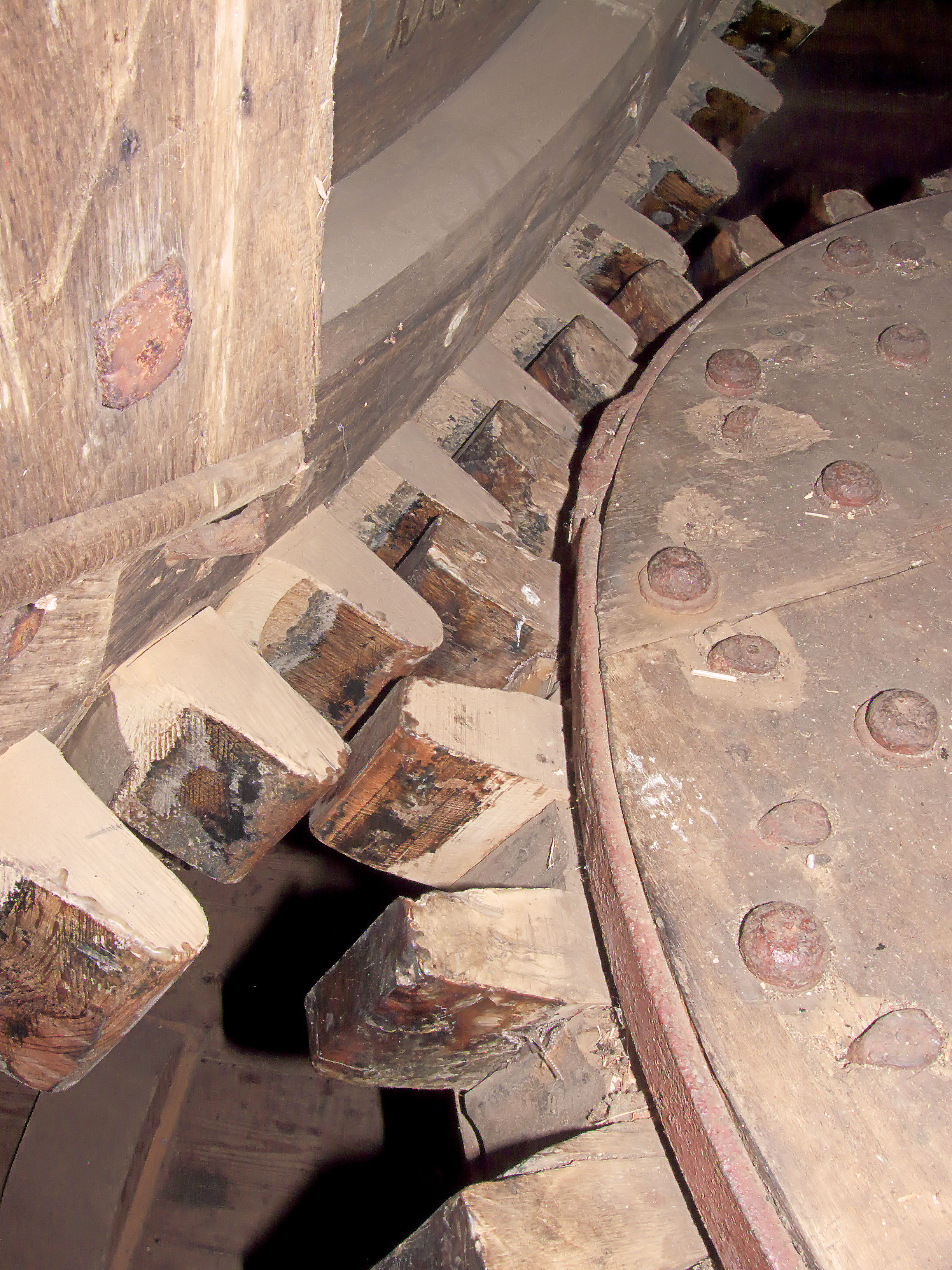
Conische aandrijving bij Walderveense molen